# Tea Vikstedt-Nyman
Tea Riita Vikstedt-Nyman (Hyvinkää, 6 juli 1959) is een voormalig professioneel wielrenster uit Finland. Ze reed zowel op de baan als op de weg. Vikstedt-Nyman vertegenwoordigde haar vaderland driemaal op rij bij de Olympische Spelen: 1988, 1992 en 1996. 

## Erelijst
1984
- Fins kampioen individuele tijdrit, Amateurs

1985
- Fins kampioen individuele tijdrit, Amateurs

1986
- Fins kampioen wegwedstrijd, Amateurs
- Fins kampioen individuele tijdrit, Amateurs
- 2e in Nordisk Mesterskab, wegwedstrijd, Amateurs

1987
- Fins kampioen individuele tijdrit, Amateurs
- 2e in Eindklassement Thüringen-Rundfahrt der Frauen

1988
- 1e in Eindklassement Thüringen-Rundfahrt der Frauen
- 3e in Nordisk Mesterskab, wegwedstrijd, Amateurs
- 43e in Olympische Spelen, wegwedstrijd, Amateurs

1989
- 3e in Eindklassement Giro d'Italia Donne
- 1e in 3e etappe Postgiro
- 8e in Eindklassement Postgiro

1990
- Fins kampioen wegwedstrijd, Amateurs
- 2e in Nordisk Mesterskab, wegwedstrijd, Amateurs
- 2e in 8e etappe Postgiro

1991
- 1e in Tjejtrampet
- 2e in 1e etappe Women's Challenge
- 1e in 6e etappe Women's Challenge
- 1e in 8e etappe Women's Challenge

1992
- 25e in Olympische Spelen, wegwedstrijd, Elite

1994
- Fins kampioen individuele tijdrit, Elite
- 1e in Nordisk Mesterskab (baan), achtervolging, Elite
- 3e in Nordisk Mesterskab (baan), puntenkoers, Elite

1995
- Fins kampioen wegwedstrijd, Elite
- 8e in Grande Boucle Féminine Internationale
- 1e in Nordisk Mesterskab (baan), achtervolging, Elite
- 1e in Nordisk Mesterskab (baan), puntenkoers, Elite
- 1e in Nordisk Mesterskab, wegwedstrijd, Elite
- 1e in Nordisk Mesterskab, individuele tijdrit, Elite

1996
- 2e in Nordisk Mesterskab (baan), 500 m, Elite
- 1e in Nordisk Mesterskab (baan), achtervolging, Elite
- 3e in Nordisk Mesterskab (baan), puntenkoers, Elite
- 1e in 11e etappe Giro d'Italia Donne
- 34e in Olympische Spelen, wegwedstrijd, Elite
- 6e in Olympische Spelen, individuele tijdrit, Elite